# 카세트 비전

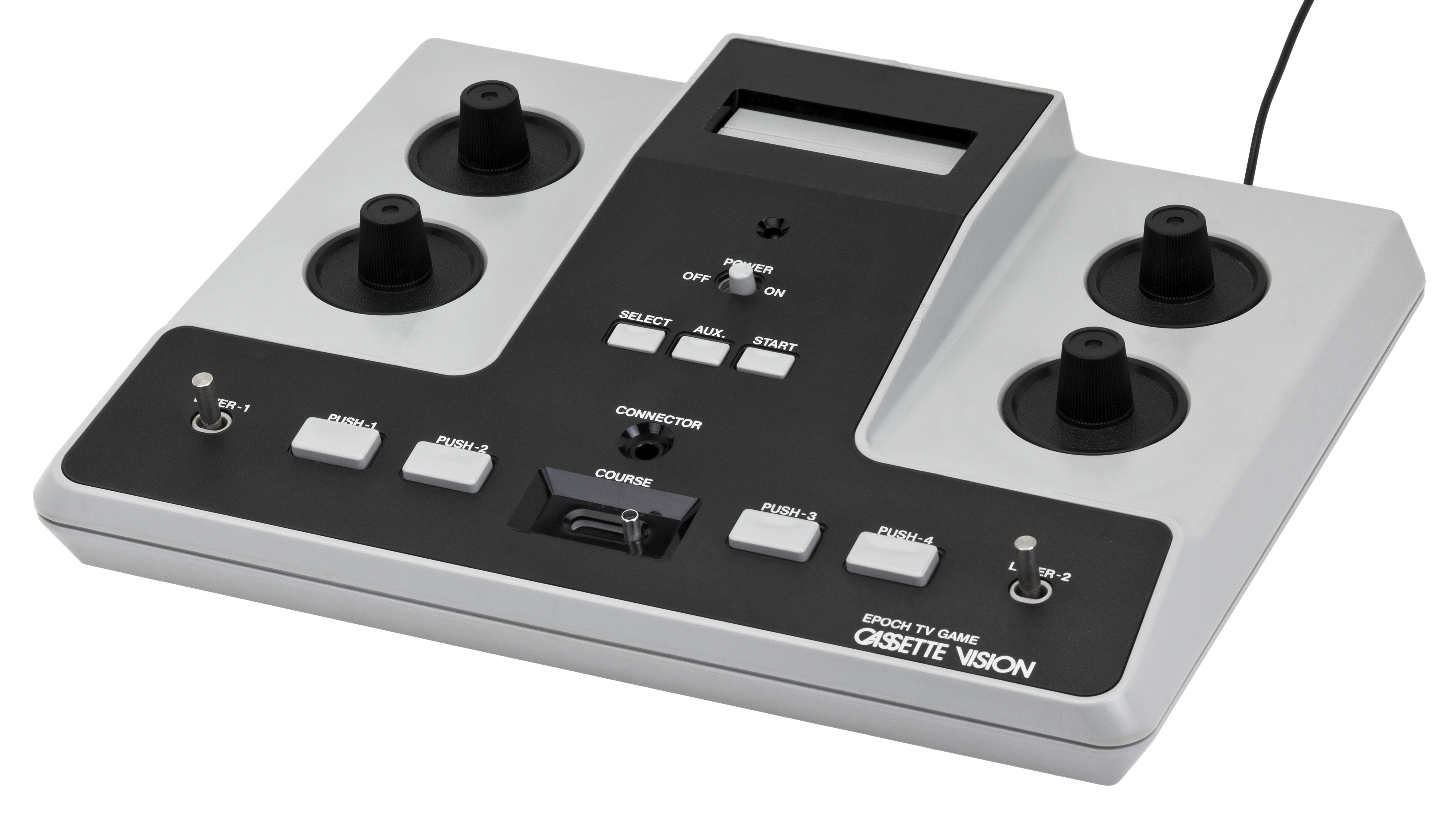
카세트 비전의 모습.

카세트 비전(Cassette Vision, 일본어: カセットビジョン)은 에폭에서 발매된 카세트식 가정용 게임기이다. 1981년 일본 발매.
카세트 비전은 본체가 아닌 롬 카세트에 CPU를 탑재하는 특이한 구조를 가지고 있다. 롬 카세트마다 CPU를 탑재해야하기 때문에 경제적인 면에서의 효율은 나쁘지만, 기술적으로는 안정된 작동이나 소프트웨어 내장식 게임기의 이식에 유용하다는 등의 장점이 있다.
카세트 비전의 큰 특징은 저렴한 가격에 있다. 당시 카세트 방식의 게임기 본체 가격은 평균적으로 50,000엔에 달하는 것과는 달리 카세트 비전은 본체 13,500엔, 게임 소프트웨어 4,980엔의 저렴한 가격으로 판매 촉진에 큰 공헌을 하였다.
발매 당시 저렴한 가격과 카세트 교환 방식의 이점으로 정기적인 게임의 발매가 이루어지고 있었기 때문에 호평을 얻으며, 70퍼센트의 시장 점유율을 가지고 있었다. 하지만, 1983년 닌텐도에서 저렴한 가격과 높은 성능을 겸비한 패밀리 컴퓨터가 발매되자 에폭은 염가판인 카세트 비전 주니어와 슈퍼 카세트 비전을 발매하지만, 결국 자취를 감추게 된다.

## 역사
1978년, 에폭 사는 시스템 10을 출시했다. 그 후에, 후속기인 슈퍼 10을 만들려고 하였으나, 갑자기 개발을 취소하여 NEC와 함께 카트리지 교환형 게임기를 만들었다. 그 후에 일본에서 아타리 2600보다 값이 싸 짧은 전성기를 누렸으며, 1983년 7월 15일 패밀리 컴퓨터의 등장으로 염가판인 카세트비전 주니어와 슈퍼 카세트비전을 발매했지만, 결국 자취를 감추게 된다.